# Luis Orlando Rodríguez
Luis Orlando Rodríguez fue un periodista cubano simpatizante del Movimiento 26 de Julio dirigido por Fidel Castro que durante la Revolución cubana se desempeñó como primer Ministro del Interior a partir del 5 de enero de 1959.

## Biografía
Luis Orlando Rodríguez había previamente ayudado al Movimiento 26 de Julio a instalar Radio Rebelde para las transmisiones de la guerrilla desde Sierra Maestra y el periódico El Cubano Libre.